# 姚俊
姚俊（1969年10月31日—），上海人，是已退役的中国职业足球运动员，司职右后卫。
中国足球职业化伊始，姚俊入选上海申花，开始是右后卫上的绝对主力。他比较善于助攻，不过也曾因此回防不及而遭到主帅徐根宝斥责。不过球迷始终记得他在1994年底对德甲凯泽斯劳滕队的友谊赛中，连过对方数人打入的精彩入球。
1998年，姚俊加盟上海浦东，而申花则由此交易获得了忻峰、卞军两个颇具潜力的年轻后卫。2000年联赛开始前他被租借到了广州太阳神，但是由于与联赛初期临时接任外教的主帅周穗安不和，仅上阵了一场对长春亚泰的比赛即被退回了上海浦东。
退役后，姚俊留在了球队担任梯队教练。